# Cosmotriche maculosa
Cosmotriche maculosa is een vlinder uit de familie van de spinners (Lasiocampidae). De wetenschappelijke naam van de soort is voor het eerst geldig gepubliceerd in 1974 door De Lajonquière.